# 변상회
변상회(邉尙會, 1399년 ~ 1485년 10월 4일)는 조선의 문신이다. 본관은 원주(原州). 자(字)는 건문(建文), 호는 무송당(撫松堂).
호조참판(戶曹參判)과 이조참판(吏曹參判)을 역임하고, 예조판서(禮曹判書) 겸 예문관제학지경연춘추관사(藝文館提學知經筵春秋館事) 원평군(平原君)으로 추증되었다. 원주 변씨 참판공파조다.

## 생애
1417년(태종 17) 식년사마시(式年司馬試)에 생원(生員)으로 합격하고, 1434년(세종 16)에 알성문과(甲寅謁聖文科) 을과(乙科) 3등으로 급제하여 승문원정자(承文院正子), 승정원주서(承政院注書), 예조‧병조좌랑(兵曹佐郞)과 정랑(正郞)을 거쳐 검교사서(檢校司書), 정언(正言), 지평(持平), 장령(掌令), 승문원사(承文院事), 군자(軍資), 선공판사(繕工判事) 등을 역임했다. 판관으로 있을 당시 원종삼등공신으로 책봉되었다.
외직으로 함주‧양주‧원주의 수령을 지내면서 공적을 인정받아 내직으로 돌아와 예조참의(禮曹參議)로 재직 중에 참소를 당하자 관직을 버리고 낙향하였다.
문신임에도 무술에도 뛰어났는데, 특히 활쏘기의 달인으로 유명했고, 또 풍류를 즐기며 다른 사람과의 교류를 삼가면서 명리를 구하지 않았기 때문에 벼슬길이 순탄치 않았다. 그러나 다시 가선대부(嘉善大夫)에 특가(特加)하면서 호조참판(戶曹參判)과 이조참판(吏曹參判)에 제수되었다.
1479년(성종 10)에 인정전(仁政殿)에서 양로연(養老宴)을 행했을 때, 왕이 친히 여러 원로대신에게 술잔을 돌렸는데 변상회도 검참판(檢參判)의 신분으로 참석하였다. 1485년 10월 4일에 사망하였다.
사후에 증 예조판서(贈禮曹判書) 겸 예문관제학지경연춘추관사(藝文館提學知經筵春秋館事) 원평군(平原君)으로 추증되었다. 묘는 경기도 남양주시 별내면 광전리에 있다.

## 가족관계
- 증조부 : 변량(邉諒)
- 조부 : 변안렬, 원천부원군, 판삼사사, 영삼사사
- 부 : 변이(邉頤, 1360~1439), 원종공신, 좌군도총제, 태종11년 원종공신 1등 책록, 세종2년 전라도병무수군절도사
- 모 : 의령남씨, 남좌시(南佐時)의 딸
  - 처 : 청풍김씨, 김관(金灌)의 딸
  - 처 : 진주유씨, 유이생(柳易生)의 딸
    - 아들 : 변우(邉佑), 한성서윤, 종친부 전첨, 군자감 첨정, 예조참의
      - 손자 : 변효공, 평성군 이위의 딸(효령대군 증손)과 혼인

    - 아들 : 변환, 행절충장군 월관첨사, 호조참판, 부인은 현감 전유의(全由義)의 딸인 정선전씨
      - 손자 :변사겸(邉士謙, 1446생), 1465년(세조 11)에 무과에 등재하였으며, 중시(重試)에서도 우수한 성적을 거두었다. 첨정(僉正), 훈련원부정(訓練院副正), 풍천부사(豊川府使) 등을 역임했다. 1500년(연산군 6)에 전라좌도수군절도사(全羅左道水軍節度使) 겸사복(兼司僕)이 되었고, 1502년(연산군 8) 4월에 왜적 40여 명이 흥양(興陽) 지방에 노략질하려다가 나졸들에 막아 돌아갔다는 치계(馳啓)를 하였다. 뒤에 공주‧나주목사를 거쳐 전라병사(全羅兵使)가 되었다. 사후에 둘째 아들이 원종공신(元從功臣)으로 책록되자 가선대부(嘉善大夫) 병조참판(兵曹參判)으로 추증되었다. 묘는 남양주(南楊州) 별내면(別內面) 광전리, 부인은 장령 이혼(李渾)의 딸이며 부원군 증영의정 문강공(文康公) 저헌(樗軒) 이석형(李石亨)의 손녀인 연안이씨

    - 아들 : 변오천(邉伍千, 1445~1510), 첨정(僉正), 훈련원부정(訓練院副正), 풍천부사(豊川府使), 전라좌도수군절도사(全羅左道水軍節度使) 겸사복(兼司僕), 공주‧나주목사를 거쳐 전라병사(全羅兵使), 가선대부(嘉善大夫) 병조참판(兵曹參判)
    - 아들 : 변수(邉修, 1447~1524), 1479년(성종 10) 병조참지, 동부승지를 제수받고, 좌부승지를 거쳐 좌승지, 형조참의·병조참지를 거쳐 경상우도수군처치사(慶尙右道水軍處置使), 충청도수군절도사, 경상우도수군절도사, 함경도병마절도사, 온성부사(穩城府使), 중종반정 정국공신(靖國功臣) 2등에 책록되고 원천군(原川君) 봉, 충청도와 전라도수군절도사 등을 역임, 1513년 봉조하(奉朝賀)가 됨
      - 손자 : 변사신
      - 손자 : 변사륜
      - 1손녀 : 두원부정 이세(효령대군의 증손)
      - 2손녀 : 덕흥군 이존숙(성녕대군의 증손)
- 외조부 : 남좌시(南佐時)
- 처부 : 김관(金灌)
- 처부 : 유이생(柳易生)